# Viktor Titov
Viktor Titov (russisk: Ви́ктор Абро́симович Тито́в) (født 27. marts 1939 i Stepanakert i Sovjetunionen, død 4. august 2000 i Sankt Petersborg i Rusland) var en sovjetisk filminstruktør, manuskriptforfatter og skuespiller.

## Filmografi
- Jekhali v tramvaje Ilf i Petrov (Ехали в трамвае Ильф и Петров, 1972)[1][2]
- Tjudo s kositjkami (Чудо с косичками, 1974)
- Zdravstvujte, ja vasja tjotja! (Здравствуйте, я ваша тётя!, 1975)
- Kadril (Кадриль, 1999)